# Eastwood Rugby Club
Le  Eastwood Rugby Club est un club de rugby à XV australien, situé à Eastwood, dans la banlieue nord-ouest de Sydney, en Australie. Fondé en 1927, il intègre la première division locale en 1947.

## Histoire
Le club est fondé en 1927, et intègre la première division locale en 1947.
Il gagne son premier titre de Shute Shield en 1999. Le club remporte deux titres d'affilée en 2014 et 2015.

## Palmarès
- Shute Shield (5) : 1999, 2001, 2002, 2014, 2015
- Tooheys New Cup (2) : 2002, 2003

## Joueurs célèbres
Eastwood a fourni 26 internationaux à l’équipe d'Australie, dont Marty Roebuck, champion du monde en 1991 et Matt Burke, champion du monde en 1999.
- Matt Burke
- Tim Donnelly
- Matt Dunning
- Scott Fava
- Justin Harrison
- Daniel Manu
- Vahanoa Faleovalu
- Jeremy Paul
- Benn Robinson
- Marty Roebuck
- Bill Young